# Pogonatum microdontium
Pogonatum microdontium là một loài Rêu trong họ Polytrichaceae. Loài này được (Kindb.) Cardot & Thér. miêu tả khoa học đầu tiên năm 1902.